# Paulo de Leonardo de Vinci da Firenze
Paulo de Leonardo de Vinci da Firenze (ur. po 1462) – włoski artysta, uczeń Leonarda da Vinci. Pod koniec 1477 lub na początku 1478 roku został wygnany z Florencji za prowadzenie niemoralnego życia (prawdopodobnie za pederastię). Udał się do Bolonii, gdzie za sprawą Lorenza de'Medici trafił do więzienia. Młodzieniec spędził tam pół roku. Po opuszczeniu więzienia zdobył kwalifikacje zawodowe i zajmował się markietażem. Bardzo chciał wrócić do Florencji. Jego bracia mieli znaczącą pozycję społeczną, więc zabiegali o powrót i ułaskawienie Paula.